# فرودگاه تانجونگ هاراپان
فرودگاه تانجونگ هاراپان (به انگلیسی: Tanjung Harapan Airport) یک فرودگاه همگانی با کد یاتا TJS است که یک باند فرود آسفالت دارد و طول باند آن ۱۲۰۷ متر است. این فرودگاه در کشور اندونزی قرار دارد و در ارتفاع ۳ متری از سطح دریا واقع شده‌است.

## شرکت‌های هواپیمایی و مقصدهای پروازی
The following شرکت هواپیماییs offer scheduled passenger service:
| شرکت‌های هواپیمایی | مقصدهای پروازی                              |
| ----------------- | ------------------------------------------- |
| سوسی ایر          | لانگ آمپونگ، تمیندونگ، یوواتا               |
| Kalstar Aviation  | سلطان آجی محمد سلیمان، تمیندونگ، یوواتا     |
| وینگز ایر         | سلطان آجی محمد سلیمان (آغاز از ۱۰ اوت ۲۰۱۷) |